# British Airtours
La British Airtours era la compagnia aerea di proprietà di British Airways specializzata nei voli charter. Gli aeroporti utilizzati come base erano quelli di Londra-Gatwick e di Manchester.

## Storia
British Airtours è stata costituita nel 1969 come divisione di British Airways per operare voli a basso costo in modo da poter partecipare al sempre più fiorente mercato dei voli charters per le vacanze, che fino ad allora era monopolio di compagnie aeree private. Le attività della compagnia cominciarono nel 1970 dall'Aeroporto di Londra-Gatwick con una flotta di sette de Havilland DH.106 Comet dismessi dalla British Airways.  Il primo volo decollò da Gatwick il 6 marzo 1970.
Nel 1971 la Compagnia decise di sostituire l'intera flotta con aerei di maggiore capacità e con un'autonomia maggiore e raggiunse un accordo con American Airlines per acquistare sette Boeing 707-123Bs in modo da poter iniziare ad effettuare voli a lungo raggio verso il Nord America; ma pur avendo ottenuto il permesso per questa operazione dal ministero del Commercio e dell'Industria British Airways si oppose in quanto sostenne che ogni aereo utilizzato da Airtours avrebbe dovuto essere acquistato dalla British Airways stessa. In seguito a questa decisione furono acquistati sette Boeing 707-436s da British Overseas Airways Corporation, la compagnia aerea da poco incorporata in British Airways.
All'inizio degli anni 80 Airtours decise di sostituire tutti i suoi ormai obsoleti ed antieconomici velivoli con dei nuovi Boeing 737-236. Nel 1984 la Compagnia acquistò un Boeing 747-236B destinandolo alle rotte con il Nord America e prese in consegna da British Airways alcuni Lockheed L-1011 TriStar per supportare i suoi 737 sulle rotte più richieste.
Nel 1988, dopo che British Airways aveva rilevato la concorrente British Caledonian, Airtours adottò il marchio Caledonian modificando la livrea dei suoi velivoli. La nuova Caledonian Airways scambiò i suoi 737 con British Airways, ricevendo in cambio altri Lockheed L-1011 TriStar e acquisì parte dei Boeing 757 che la casa madre aveva in ordine da Boeing.
Nel 1995 British Airways decise di uscire dal mercato dei voli charter vendendo Caledonian Airways al tour operator Inspirations.  Nel 1999 Inspirations fu acquisita dal gruppo Thomas Cook e Caledonian Airways venne fusa con Flying Colours Airline per creare una nuova compagnia, la
Thomas Cook Airlines.

## Flotta storica
Nel corso della sua esistenza, British Airtours ha operato i seguenti aeromobili:
- Boeing 707-120B
- Boeing 707-420
- Boeing 737-200
- Boeing 747-200
- De Havilland DH.106 Comet
- Lockheed L-1011 TriStar
- Airbus A320-200 (Caledonian Airways)
- Boeing 757-200 (Caledonian Airways)

## Incidenti

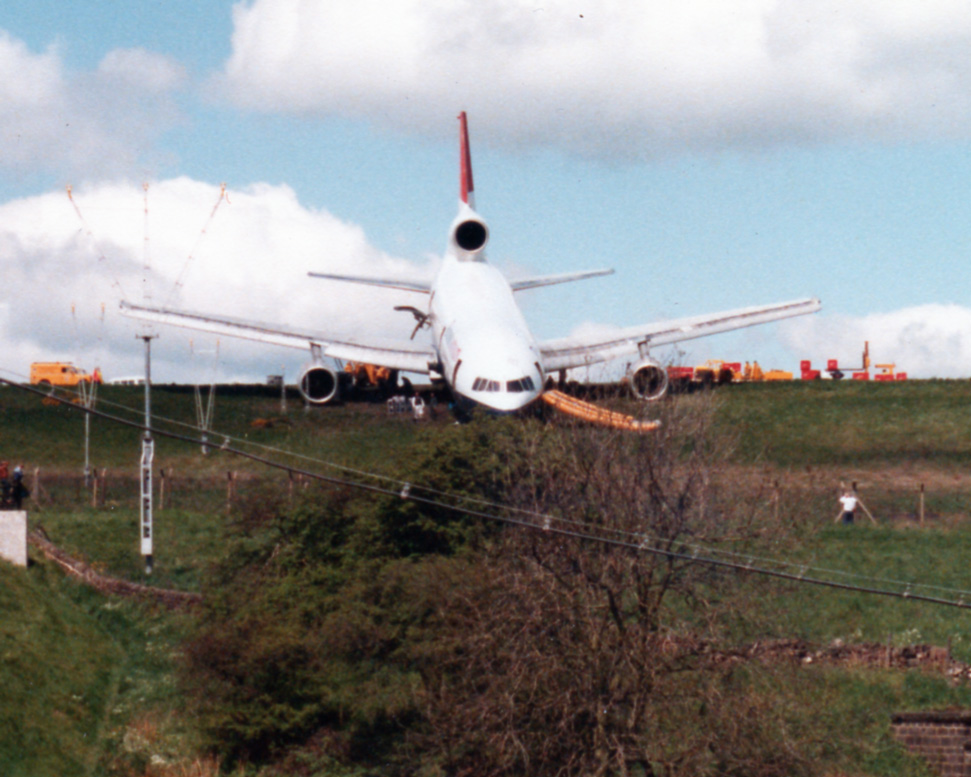
Il Lockheed L-1011 TriStar dopo essere uscito di pista all'Aeroporto di Leeds-Bradford.

- Il 27 maggio 1985 un Lockheed L-1011 TriStar proveniente dall'aeroporto di Palma di Maiorca uscì di pista durante l'atterraggio all'aeroporto di Leeds-Bradford a causa di un forte temporale. Non ci furono vittime tra i 398 passeggeri e i 14 membri dell'equipaggio.
- Il 22 agosto 1985 il volo 28M, un Boeing 737 in partenza dall'aeroporto di Manchester e diretto a Corfù, dovette interrompere il decollo a causa di un incendio al motore sinistro. Nonostante i piloti fossero riusciti a fermare l'aereo a bordo pista, l'incendio si trasferì presto al resto del velivolo generando un fumo altamente tossico che uccise 53 dei 131 passeggeri e 2 dei 6 membri dell'equipaggio.